# 이창율
이창율(1998년 10월 16일 ~)은 스코어본 하이에나들의 야구 선수다.

## 출신 학교
- 길동초등학교
- 건국대학교사범대학부속중학교
- 포항제철고등학교

## 등번호
- 59 (2017~2018)
- 102 (2018)
- 20 (2020~)